# Down on the River
Down on the River — (с англ. — «Вниз по реке») — студийный альбом Джона Хартфорда, выпущенный в 1989 году под лейблом «Flying Fish Records».

## Об альбоме
«Down on the River» — альбом, включивший в себя мелодии традиционной музыки, посвящённые реке Миссисипи и её пароходам, к которым музыкант питал нежные поэтические чувства на протяжении всей своей музыкальной карьеры.
Альбом записан на студии Cowboy Arms Hotel & Recording Spa.

## Список композиций
Все песни написаны Джоном Хартфордом (John Hartford, Jack Music, BMI).

### Сторона один
| Трек | Название песни               | Время |
| ---- | ---------------------------- | ----- |
| 1.   | Here I Am In Love Again      | 2:36  |
| 2.   | Bring Your Clothes Back Home | 2:51  |
| 3.   | I Wish We Had Our Time Again | 2:51  |
| 4.   | All I Got Is Gone Away       | 1:53  |
| 5.   | Delta Queen Waltz            | 5:45  |

### Сторона два
| Трек | Название песни                         | Время |
| ---- | -------------------------------------- | ----- |
| 1.   | Old Time River Man                     | 3:34  |
| 2.   | Men All Want To Be Hoboes              | 2:36  |
| 3.   | Right In The Middle Of Falling For You | 3:10  |
| 4.   | There’ll Never Be Another You          | 2:51  |
| 5.   | Little Boy                             | 2:32  |
| 6.   | General Jackson                        | 1:42  |

## В записи приняли участие
- Джон Хартфорд — банджо, скрипка, вокал
- Рой Хаски старший — бас
- Кенни Мэлон — ударные инструменты
- Марк Ховард — гитара, вокал
- Рут Макгиннес — скрипка, вокал
- Холли О’Делл — скрипка, вокал
- Джон Ядкин — скрипка, вокал
- Маргарет Арчер — вокал
- Дейл Боллинджер — вокал
- Крис Боллинджер — вокал
- Бенни Мартин — вокал
- Керли Секлер — вокал

### Производство
- Исполнительный продюсер — Джек Клемент
- Сопродюсеры — Марк Ховард и Джон Хартфорд
- Инженер — Марк Ховард
- Аранжировка — Марк Ховард и Джон Хартфорд
- Фото на передней обложке — Джим МакГуайр
- Фото скрипки на задней обложке — Джордж Грун
- Арт-дирекция — Джон Хартфорд